# Filonaș Chiș
Filonaș Chiș (n. 20 septembrie 1950, com. Popeni, județul Sălaj) este un politician român, membru al Parlamentului României ales pe listele PSD. Conform biografiei sale oficiale, în perioada 1969 - 1990, Filonaș Chiș a fost membru al Partidului Comunist Român. În cadrul activității sale parlamentare în sesiunea 2004 - 2008, Filonaș Chiș a fost membru în grupurile parlamentare de prietenie cu Republica Algeriană Democratică și Populară și Mongolia. Filonaș Chiș a inițiat 37 de propuneri legislative din care 6 au fost promulgate ca legi.